# Belén, Villaflores
Belén är en ort i Mexiko.   Den ligger i kommunen Villaflores och delstaten Chiapas, i den sydöstra delen av landet, 700 km sydost om huvudstaden Mexico City. Belén ligger 773 meter över havet och antalet invånare är 141.
Terrängen runt Belén är kuperad. Runt Belén är det ganska glesbefolkat, med 47 invånare per kvadratkilometer. Omgivningarna runt Belén är en mosaik av jordbruksmark och naturlig växtlighet.